# Innocenzo Ciocchi del Monte
Innocenzo Ciocchi Del Monte (ur. w 1532 w Borgo San Donnino, zm. 2 listopada 1577 w Rzymie) – włoski kardynał, faworyt papieża Juliusza III.

## Życiorys
Jego matka była żebraczką, natomiast tożsamość ojca jest nieznana. Na chrzcie nadano mu imię Santino. Opuścił dom rodzinny w bardzo młodym wieku i znalazł schronienie na dworze kardynała Giovanni Marii Ciocchi del Monte, legata papieskiego w Parmie i Piacenzy w latach 1537–1539. Za jego sprawą został adoptowany przez brata kardynała, Baldovino Ciocchi del Monte. Prawdopodobnie przy tej okazji przyjął imię Innocenzo. Kardynał darzył go głębokim uczuciem i w 1546 uczynił 14-letniego zaledwie chłopca prepozytem Arezzo.
Po tym jak jego protektor został obrany papieżem Juliuszem III, Innocenzo został kreowany kardynałem, 30 maja 1550. Trzy dni później otrzymał kapelusz kardynalski i diakonię S. Onofrio. Otrzymał szereg bogatych beneficjów, m.in. opactwa Mont Saint-Michel (1550), S. Saba (1550), Miramont (1550), S. Zeno w Weronie (1551) i Grottaferrata (1554), diecezję Mirepoix (1553) oraz stanowisko protektora rzymskiego kolegium katechumenów. W listopadzie 1551 Juliusz uczynił go zwierzchnikiem Sekretariatu Papieskiego i szefem papieskiej dyplomacji, a w latach 1552–1554 powierzył mu funkcję legata apostolskiego w Bolonii. Ponieważ obowiązki dyplomatyczne przerastały możliwości młodego, niewykształconego kardynała, papież, w celu wyręczenia go od faktycznego wykonywania tych obowiązków, utworzył nowy, nominalnie podporządkowany mu urząd sekretarza stanu Stolicy Apostolskiej, na który mianował kardynała Girolamo Dandiniego. Kardynał wdał się także w skandalizujący związek z poetką Ersilią Cortese. Papież rozważał nawet przeniesienie go z powrotem do stanu świeckiego, lecz ostatecznie tego nie zrobił.
W 1559 w Nocera Umbra, zamordował dwóch mężczyzn, którzy źle się o nim wypowiedzieli. Rok później został aresztowany w Zamku św. Anioła, ale dzięki wstawiennictwu m.in. Kosmy Medyceusza, wyszedł na wolność jesienią 1561. Obiecał wówczas Piusowi IV zmienić swoje postępowanie, zapłacić 100 tys. skudów odszkodowania i zrzec się godności kardynalskiej w przypadku recydywy. Pius IV zadecydował wówczas o wygnaniu go do Tivoli i przydzieleniu mu dwóch jezuitów jako asystentów, mających pracować nad poprawą jego zachowania. W tym czasie dwukrotnie zmienił swoją tytularną diakonię (4 maja 1562 otrzymał diakonię S. Callisto, a 17 listopada 1564 S. Maria in Portico). Wziął udział w Konklawe 1565–1566, które wybrało papieża Piusa V. Dokonana krótko po konklawe promocja kardynała Giulio Feltre della Rovere do rangi kardynała prezbitera (15 lutego 1566) uczyniła Innocenzo protodiakonem Świętego Kolegium.
Na przełomie 1567/68 został oskarżony o dokonanie gwałtów na dwóch kobietach niskiego pochodzenia niedaleko Sieny. Również tym razem wstawił się za nim Kosma Medyceusz, który zapewnił papieża Piusa V o jego niewinności. Pius V początkowo zgodził się, by kardynał pozostał w Toskanii pod kuratelą księcia, jednak pod koniec 1568 wezwał go Rzymu, gdzie przydzielił mu mieszkanie na Watykanie i dwóch zakonników teatynów, którzy mieli pracować nad jego poprawą. Przy okazji, 3 grudnia 1568 po raz ostatni dokonał zamiany swej tytularnej diakonii (na S. Maria in Via Lata). W maju 1569 został uwięziony w Zamku św. Anioła i powołana została komisja kardynalska mająca zbadać zarzuty wobec niego. Kardynał bez większych oporów złożył zeznania dotyczące swego życia, przyznając się do licznych romansów z kobietami i korzystania z usług prostytutek, jak również do zabójstwa popełnionego w 1559. W czerwcu 1569, komisja kardynalska orzekła, że zabójstwo z 1559 zostało mu już przebaczone przez Piusa IV w 1561, zaś pozostałe jego przestępstwa sprowadzają się do "zwykłego cudzołóstwa", wobec czego nie powinny zakończyć się degradacją w hierarchii kościelnej. Jednak wobec braku skruchy, Pius V skazał go na banicję do Monte Cassino i nałożył na niego areszt domowy, który początkowo miał trwać jeden miesiąc, ale następnie był systematycznie przedłużany. Pozostał tam przez dwa lata, po upływie których, wobec doniesień o poprawie jego zachowania, Pius zezwolił mu na przeniesienie do klasztoru w Bergamo. Powrócił do Rzymu dopiero po śmierci Piusa V. Nie zdążył wprawdzie na konklawe, ale koronował (jako protodiakon) nowego papieża Grzegorza XIII. W 1574 był wymieniany wśród członków dwóch kongregacji kardynalskich (ds. petycji od książąt oraz ds. ceremonii). Zmarł w Rzymie, w Dzień Zaduszny 1577 roku.

## Relacje z Juliuszem III
Charakter relacji między Innocenzo a jego patronem Juliuszem III niemal od samego początku był przedmiotem kontrowersji. Zdaniem niektórych autorów, nadzwyczajna hojność Juliusza III dla mało uzdolnionego chłopca, która w krótkim czasie uczyniła go jednym z najbogatszych ludzi w Europie, świadczy, że była to relacja homoseksualna, a wniosek ten dodatkowo opierają na następujących świadectwach z epoki:
- ambasador wenecki Matteo Dandolo w liście napisanym do cesarza Karola V niedługo po mianowaniu Innocenzo kardynałem podał, że Juliusz III, będąc jeszcze kardynałem, zabierał go do swojej komnaty i do łóżka,
- współczesny autor Johannes Sleidanus podał, że Juliusz III i Innocenzo byli jak "Jupiter i Ganimedes", wprost nawiązując do homoseksualnego wątku z mitologii greckiej; podobnego porównania użył w jednym ze swych utworów poetyckich z 1558 roku Joachim du Bellay,
- zachowało się kilka paszkwili jeszcze sprzed wyboru kardynała Giovanniego del Monte na papieża, które wprost lub w dorozumiany sposób zarzucały mu uprawianie sodomii; Onofrio Panvinio (1531–1568), autor żywotów papieży, w żywocie Juliusza III podał, że ten przed wyborem na papieża był "uwikłany w miłość do chłopców" (puerorum amoribus implicitus)[9][11].

Nie wszyscy historycy podzielają powyższy wniosek. Ludwig von Pastor odrzucił zarzuty o niemoralność względem Juliusza III, jednak poza ogólnikową uwagą o powszechności rzucania tego rodzaju oskarżeń na przeciwników w dobie renesansu i reformacji i odwołaniem do opinii kilku wcześniejszych autorów nie uzasadnił szerzej swego stanowiska. Francis Burkle-Young i Michael Leopoldo Doerer, autorzy biografii Innocenzo, doszli do wniosku, że Innocenzo i Juliusz III nie byli kochankami, podając następujące argumenty:
- Sleidanus był protestantem o radykalnie antypapieskim nastawieniu i nie był w ogóle obecny w Rzymie w omawianym okresie; jego świadectwa nie można traktować jako wiarygodnej relacji o prywatnym życiu Juliusza III i Innocenzo,
- fragment listu Matteo Dandolo o zabieraniu Innocenzo do łóżka przez przyszłego papieża jest błędnie interpretowany na skutek wyrwania go z kontekstu; analizując całość listu stwierdzili oni, że ambasador Wenecji bynajmniej nie sugerował homoseksualnego związku, wręcz przeciwnie, wskazywał jednoznacznie na quasi-ojcowskie uczucia Juliusza III względem chłopca; zdanie mówiące o zabieraniu do komnaty i łóżka zinterpretowali w ten sposób, że Innocenzo był sługą sprawującym opiekę i asystującym przy łóżku przyszłego papieża podczas jego częstych chorób,
- kardynał Giovanni Maria Ciocchi del Monte nigdy nie krył swego głębokiego przywiązania do chłopca, wręcz przeciwnie, doprowadził do jego oficjalnego adoptowania do rodziny Ciocchi del Monte; zdaniem Doerera i Burkle-Younga, jest niezwykle mało prawdopodobne, że zdominowane już wówczas przez zwolenników reform Kolegium Kardynalskie mogłoby wybrać go na papieża, gdyby ta powszechnie znana relacja była rzeczywiście homoseksualna,
- sam Innocenzo był bez wątpienia orientacji heteroseksualnej, czego dowodzą jego późniejsze romanse; pomijając kwestię jego relacji z Juliuszem III, żaden z licznych skandali z jego udziałem nie obejmował podejrzeń o uprawianie sodomii.

Zarówno Pastor jak i Burkle-Young oraz Doerer wskazali ponadto, że większość ówczesnych mieszkańców Rzymu wcale nie uważała Innocenzo za kochanka Juliusza III, lecz za jego nieślubnego syna. Na takie poglądy opinii publicznej wskazuje wyraźnie m.in. wspomniany wyżej list Matteo Dandolo. Zdaniem Doerera i Burkle-Younga, dowodzi to, że wśród współczesnych bynajmniej nie było jednomyślności w kwestii domniemanych upodobań seksualnych Juliusza III i wielu (prawdopodobnie większość) przypisywało mu heteroseksualne skłonności. W związku z tym, okazjonalnie formułowane w paszkwilach zarzuty o uprawianie sodomii czy satyryczne porównania w utworach poetyckich du Bellaya nie mają zbyt dużej wartości dowodowej. W konkluzji Doerer i Burkle-Young stwierdzili, że relacje między Juliuszem III a jego adoptowanym bratankiem przypominały raczej relacje dziadka z wnukiem.
Nawet historycy odrzucający tezę o homoseksualnym charakterze relacji Juliusza i Innocenzo przyznają jednak, że Juliusz III sam swą nadzwyczajną hojnością i pobłażliwością wobec chłopaka dał pretekst do formułowania tego rodzaju zarzutów. Niektórzy autorzy ograniczają się do zrelacjonowania kontrowersji wokół tych relacji, nie wypowiadając własnego stanowiska.